# Chiesa di Santa Maria a Pernina
La chiesa di Santa Maria a Pernina è un edificio sacro che si trova nei dintorni di Terranuova Bracciolini.

## Descrizione
La chiesa ha origini medievali, dato che era la chiesa dell'antico castello di Pernina che sorgeva presso di essa. Con l'edificazione della terra murata di Castel Santa Maria (odierna Terranuova), gli abitanti abbandonarono progressivamente il vecchio castello, che fu letteralmente smontato ed i materiali utilizzati per le mura della nuova città. A questo abbandono sopravvisse solo la chiesa. Alla fine del Cinquecento, il priore Francesco Viti chiese un contributo al Comune per il suo ampliamento e, a ricordo dei lavori compiuti, ricordati da una piccola epigrafe in pietra serena al di sopra della porta d’ingresso. L'edificio, circondato da un portico architravato nella parte anteriore e da archi ribassati sul fianco sinistro, conserva ancora oggi l’impronta esterna datale dal Viti, mentre l’interno, a navata unica, fu ristrutturato qualche tempo dopo in forme barocche. presenta un interno sobriamente tardobarocco, dovuto alla ristrutturazione del XVII secolo.
All'interno l'altare maggiore custodisce l'affresco della Madonna della Cintola, risalente al XIV secolo, assai venerata e oggetto da secoli di devozione, inserita entro una cornice a stucco.  Al santuario è legata la tradizione religiosa popolare del Santo Chiodo della Croce di Gesù, ritenuto miracoloso e con il potere di guarire chi, in sospetto di idrofobia, veniva portato al Santuario a pregare la sacra immagine e per sottoporsi alla sua azione benefica.